# 201
201 (CCI) var ett normalår som började en torsdag i den julianska kalendern.

## Händelser

### Okänt datum
- November – En översvämning i Edessa förstör en kristen kyrka och dödar över 2 000 människor.
- Det första spåret av kirgizerna härrör från detta år.

## Födda
- Decius, romersk kejsare 249–251 (född omkring detta år)

## Avlidna
- Galenos, grekisk läkare